# Кахіфарі
Кахіфарі (груз. კახიფარი) — село в Грузії.
За даними перепису населення 2014 року в селі проживає 171 особа.